# باکاری کونه (بازیکن فوتبال اهل ساحل عاج)
باکاری کونه (فرانسوی: Bakari Koné‎؛ زادهٔ ۱۷ سپتامبر ۱۹۸۱) بازیکن فوتبال سابق اهل ساحل عاج است.
وی همچنین در تیم ملی فوتبال ساحل عاج بازی کرده‌است.

## افتخارات

### باشگاهی
ای‌اس‌ای‌سی میموزاز
مارسی
- لیگ ۱: ۲۰۱۰

لخویا
- لیگ ستارگان قطر: ۱۱–۲۰۱۰

### ملی
ساحل عاج
- جام ملت‌های آفریقا نایب قهرمان: ۲۰۰۶